# روهان فيرغسون
روهان فيرغسون (بالإنجليزية: Rohan Ferguson)‏ هو لاعب كرة قدم بريطاني، ولد في 6 ديسمبر 1997 في باثغيت في المملكة المتحدة. لعب مع نادي ماذرويل.

## وصلات خارجية
- روهان فيرغسون على موقع قاعدة بيانات كرة القدم.إي يو (الإنجليزية)
- روهان فيرغسون على موقع Soccerbase.com (لاعب) (الإنجليزية)
- روهان فيرغسون على موقع Soccerway.com (الإنجليزية)
- روهان فيرغسون على موقع عالم كرة القدم.نت (الإنجليزية)